# Динітронафталін
Динітронафталін (рос. динитронафталин, англ. dinitronaphthalane, нім. Dinitronaphtalin n) — хімічна речовина, що належить до класу нітросполук. Малопотужна вибухова речовина, яка детонує лише від проміжного детонатора.
Світло-жовта кристалічна речовина у вигляді лоскунок і гранул. Густина монокристала — 1,5 г/см³, гравіметрична густина — 0,9 г/см³. Температура плавлення — 150—160 °C, температура спалаху — 300—310 °C.
У чистому вигляді не застосовується, широко використовується як компонент аміачно-селітрової вибухової речовини — динафталіту. Динафталіти випускаються у вигляді зернених складів; вони водостійкі, з високими вибуховими показниками.
Токсичний: діє на центральну нервову систему, приголомшує кров, печінку.